# Braulio Vázquez
Braulio Jesús Vázquez Benítez (Pontevedra, España; 14 de marzo de 1972), más conocido como Braulio Vázquez, es un exfutbolista y entrenador de fútbol español. En su carrera como jugador fue delantero y jugó en la Primera División de España y de Portugal con el Deportivo de La Coruña y el SC Farense, respectivamente.
Fue el director deportivo del Valencia Club de Fútbol de la Primera División de España entre 2010 y 2013. Desempeñó el mismo cargo en el Real Valladolid desde el mes de abril de 2014 hasta junio de 2017. Actualmente es el director deportivo del Club Atlético Osasuna.
Su hijo es el también futbolista Jesús Vázquez Alcalde, que milita en el Valencia C. F..

## Trayectoria

### Como futbolista
Nacido en Pontevedra, Braulio Vázquez vivió su infancia en La Coruña, ingresando a los catorce años en las categorías inferiores del RC Deportivo. La temporada 1993/94 llegó a ser convocado por el primer equipo, aunque sin debutar en partido oficial. Su estreno en Primera División tuvo lugar la temporada 1995/96, cuando John Benjamin Toshack dio la alternativa a varias de las jóvenes promesas que habían ascendido a Segunda División B con el RC Deportivo "B": Emilio Viqueira, David Fernández, José Manuel Aira, Maikel Naujoks y el propio Braulio. Debutó en la máxima categoría el 8 de octubre de 1995, ante el Racing de Santander en Riazor; jugó los últimos 17 minutos, sin poder evitar la derrota de su equipo por 2–3. Esa misma campaña disputó su segundo y último partido -19 minutos ante el Real Valladolid- en la Primera División española.
Sin opciones de hacerse un hueco en el equipo gallego, la temporada 1996/97 fichó por el SC Farense de la Primeira Divisão de Portugal, que entrenaba el también español Paco Fortes. Tras dos campañas en el club luso, el verano de 1998 regresó a España para jugar en el CP Mérida, que acababa de descender a Segunda División. Aunque fue uno de los habituales en las alineaciones de Paco Herrera -jugó 38 partidos de liga y anotó 6 goles- abandonó el club al finalizar la temporada. Inició así un periplo por la Segunda División B, pasando por equipos como el CD Castellón, el Zamora CF, el Novelda CF o el refundado Mérida UD. En los últimos años de su carrera regresó a su Galicia natal para jugar en clubes de Tercera División como el CD Lugo -al que ayudó a ascender a Segunda B con diez goles, en 2006- o el Bergantiños FC donde las lesiones le obligaron a dejar la práctica activa del fútbol.

### Como entrenador / Director deportivo
Después de colgar las botas se diplomó en Educación Física y obtuvo el título de entrenador nacional de fútbol. Inició su carrera como técnico la temporada 2007/08 el Soneira SD, de la Primera Autonómica de Galicia. 
El verano de 2008 firmó por el Laracha CF, de Preferente, pero pocas semanas después, antes de iniciar la temporada oficial, abandonó el cargo para incorporarse como ojeador al organigrama de la dirección deportiva de un club de Primera División, el Valencia CF, a petición de Fernando Gómez Colomer, vicepresidente deportivo del club valenciano y principal valedor de su fichaje al conocerse ambos de su paso como futbolistas en el CD Castellón.
Tras dos años ejerciendo tareas de ojeador, en junio de 2010 asumió la coordinación total de la dirección deportiva del Valencia, reemplazando así a su principal valedor, Fernando Gómez, destituido por el presidente Manuel Llorente. Asumió la difícil tarea de planificar el área deportiva de un club de élite en plena crisis económica, por lo que debía hilar muy fino en cada operación bajo la atenta tutela del presidente Manuel Llorente. 
Durante su etapa en el Valencia, el equipo quedó tercero en LaLiga 2010-2011 y en la 2011-2012, logrado además alcanzar las semifinales de la Europa League 2011-2012. En la 2012-2013 el equipo realizó una temporada más discreta y durante la misma se produjo el relevo de Mauricio Pellegrino por Ernesto Valverde en el banquillo, finalizando la campaña en quinta posición. La crisis de la entidad obliga durante ese periodo a realizar ventas por valor de 200 millones de euros, mientras que la inversión apenas alcanzó los 88 millones, lo que debilitó el proyecto y finalizó con la destitución de Braulio por parte del presidente, Amadeo Salvo, el 4 de noviembre de 2013.
El 3 de abril de 2014 inicia una nueva etapa como director deportivo en el Real Valladolid, otorgándosele la planificación deportiva para la temporada 2014/15, en Segunda División tras confirmarse el descenso del equipo pucelano.
Desde junio de 2017, es el director deportivo del Club Atlético Osasuna. Tras una campaña en Segunda División en la que el equipo rojillo se quedó a las puertas del ascenso con Diego Martínez en el banquillo, el equipo logró el ascenso a la máxima categoría en la siguiente temporada, la 2018-2019. Osasuna ascendió como líder de Segunda División y con Jagoba Arrasate en el banquillo. La temporada 2019-2020 la entidad rojilla consiguió una holgada permanencia al finalizar en el décimo puesto. Después de otras dos permanencias holgadas, en la temporada 2022-2023 consiguió finalizar la campaña en 7ª posición. Así, clasificando al equipo a Conference League. 

## Clubes

### Como futbolista
| Club                     | País     | Año       |
| ------------------------ | -------- | --------- |
| Deportivo de La Coruña B | España   | 1993−1996 |
| Deportivo de La Coruña   | España   | 1995−1996 |
| SC Farense               | Portugal | 1996−1998 |
| CP Mérida                | España   | 1998−1999 |
| CD Castellón             | España   | 1999-2000 |
| Zamora CF                | España   | 2000-2001 |
| Novelda CF               | España   | 2001      |
| UD Mérida                | España   | 2001-2003 |
| CD Lugo                  | España   | 2003-2006 |
| Bergantiños FC           | España   | 2006-2007 |

### Como entrenador / Director deportivo
| Club            | Cargo              | Año       |
| --------------- | ------------------ | --------- |
| Soneira SD      | Entrenador         | 2007−2008 |
| Laracha CF      | Entrenador         | 2008      |
| Valencia CF     | Ojeador            | 2008−2010 |
| Valencia CF     | Director deportivo | 2010−2013 |
| Real Valladolid | Director deportivo | 2014−2017 |
| CA Osasuna      | Director deportivo | 2017−...  |